# Grammy al millor àlbum de música regional tradicional
El premi Grammy al millor àlbum de música regional tradicional és un guardó presentat en els Premis Grammy, una cerimònia que va ser establida en el 1958 i en el seus orígens s'anomenava Premis Gramòfon, per als artistes de gravació que han realitzat àlbums en el gènere musical regional tradicional estatunidenc, incluit la música hawaiana, nativa americana, polca, zydeco i cajun.
El premi es va iniciar en el 2012, any en què els anteriors premis: Grammy al millor àlbum de música hawaiana, zydeco o cajun i Grammy al millor àlbum de música nativa amiericana es van ajuntar en un únic guardó. La nova categoria també reconeix a la polca, ja que la seva propia categoria: Grammy al millor àlbum de música polca va ser discontinua a partir del 2009.

## Guardonats

### Dècada del 2020
| Edició | Imatge | Guanyador(s)/ Guanyadora(es) | Obra      | Nominat(s)/ Nominada(es) | Ref   |
| ------ | ------ | ---------------------------- | --------- | --- | ----- |
| 62a    |        | Ranky Tanky                  | Good Time | - Amy Hānaiali’i - Kalawai’anui - Northern Cree - When It's Cold - Cree Round Dance Songs - Rebirth Brass Band - Recorded Live at the 2019 New Orleans Jazz & Heritage Festival - Imua Garza i Kimié Miner - Hawaiian Lullaby | [ 2 ] |